# Mezilaurus navalium
Mezilaurus navalium är en lagerväxtart som först beskrevs av Allem., och fick sitt nu gällande namn av Paul Hermann Wilhelm Taubert och Carl Christian Mez. Mezilaurus navalium ingår i släktet Mezilaurus och familjen lagerväxter. Inga underarter finns listade i Catalogue of Life.